# Henri de La Rochejaquelein
Henri de La Rochejaquelein, né le 30 août 1772 au château de la Durbelière, près de Châtillon-sur-Sèvre (Poitou), et mort le 28 janvier 1794 à Nuaillé (Maine-et-Loire), est l'un des chefs de l'armée catholique et royale au cours de la guerre de Vendée, pendant la Révolution française.
Il est généralissime de l'Armée catholique et royale, succédant à Maurice d'Elbée, d'octobre 1793 jusqu'à sa mort.
Il est le frère de Louis et d'Auguste du Vergier de La Rochejaquelein qui sont également militaires au sein de l'armée vendéenne.

## Biographie

### Origines

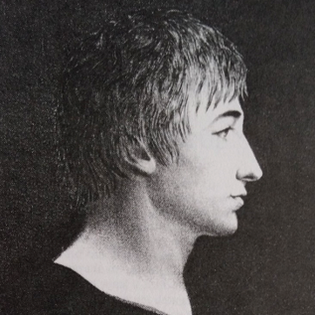
Portrait de Henri de La Rochejaquelein dans l'édition de 1809 des Guerres de Vendée d'Alphonse de Beauchamp.

Fils d'Henri Louis Auguste du Vergier de La Rochejaquelein (1749-1802) et de Constance de Caumont d'Adde (1749-1798), Henri de La Rochejaquelein est né au château de la Durbelière, commune de Saint-Aubin-de-Baubigné, près de Châtillon-sur-Sèvre (aujourd'hui Mauléon dans le département des Deux-Sèvres) et fait ses études à l'école royale militaire de Sorèze de 1782 à 1785. À la sortie de l'école, il entre dans le régiment Royal-Pologne cavalerie, acheté par son père l'année précédente.
La Révolution française l'ayant surpris dès l'âge de seize ans, il ne suit pas son père dans l'émigration vers l'Allemagne. En 1791, il refuse de prêter le serment que l'Assemblée constituante exige des officiers et démissionne. Il choisit de défendre le trône dans la Garde constitutionnelle de Louis XVI où il est appelé en 1791. Lors de l'assaut du palais des Tuileries par les révolutionnaires, il combat pour défendre le roi, en tant que deuxième lieutenant de la Garde. Cette journée du 10 août 1792 trompe ses espérances. C'est alors que, s'éloignant de la capitale, il dit : « J'irai dans ma province et bientôt l'on entendra parler de moi. ».

### Les premiers soulèvements
On le voit, dans le Poitou, déplorer les suites du premier soulèvement de Bressuire, où les paysans royalistes viennent d'être défaits par les révolutionnaires. La Rochejaquelein se retire dans la terre de Clisson, sur la paroisse de Boismé près de Bressuire, chez le général Louis de Salgues de Lescure, marquis de Lescure, son parent et son ami : unis tous les deux par les mêmes sentiments, à peu près du même âge, ayant les mêmes intérêts, ils aspirent secrètement au projet de participer au rétablissement de la monarchie qui menace d'être ruinée. Ils n'apprennent que par des bruits vagues le nouveau soulèvement du 10 mars 1793.

### L'insurrection monarchiste
Ils flottent entre l'espérance et la crainte, lorsqu'un paysan de Châtillon vient annoncer à La Rochejaquelein que les habitants des paroisses voisines, impatients de se réunir aux insurgés, courent aux armes et le demandent pour chef. Le gentilhomme vendéen s'écrie : « L'honneur m'appelle et je vole aux combats ! ». Lescure veut le suivre. C'est livrer ses parents, ses amis et sa jeune épouse à la vengeance des républicains.
Accompagné de son guide fidèle et armé de deux pistolets, La Rochejaquelein arrive sur le théâtre de la guerre où il rejoint Charles de Bonchamps et Maurice d'Elbée. Il apprend qu'une division ennemie pénètre dans la Vendée et, n'écoutant que son courage, il veut arrêter le mouvement offensif des républicains. II accourt à Châtillon, à Saint-Aubin-de-Baubigné, où sont les propriétés de sa famille. À peine a-t-il paru que des milliers de paysans de Nueil-les-Aubiers, de Saint-Aubin-de-Baubigné, de Saint-Pierre-des-Échaubrognes, des Cerqueux et d'Yzernay, le proclament leur chef.
En mars 1793, il participe au soulèvement royaliste de la Vendée et devient un des chefs de l'armée vendéenne. La Rochejaquelein se met à leur tête et leur adresse cette courte harangue : « Si mon père était parmi nous, il vous inspirerait plus de confiance, car à peine me connaissez-vous. J'ai d'ailleurs contre moi ma grande jeunesse et mon inexpérience mais je brûle déjà de me rendre digne de vous commander. Allons chercher l'ennemi : si j'avance, suivez-moi, si je recule, tuez-moi, si je meurs, vengez-moi »[réf. à confirmer].

### Soulèvement de la Vendée

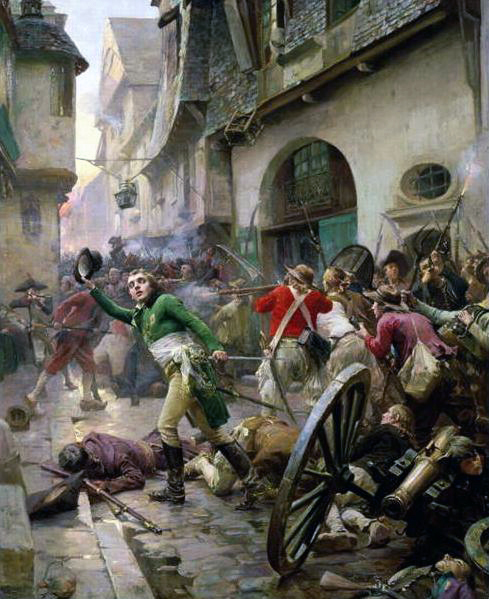
Henri de La Rochejaquelein au combat de Cholet, 17 octobre 1793, peinture de Paul-Émile Boutigny, 1899, musée d'Art et d'Histoire de Cholet.

Les Vendéens répondent par des acclamations et marchent aux républicains, qu'ils trouvent retranchés dans le cimetière des Aubiers. Ils investissent le bourg et attaquent en tirailleurs la division du général Pierre Quétineau. La Rochejaquelein les persuade que l'ennemi, à demi vaincu, commence à prendre la fuite. Aussitôt les Vendéens s'élancent sur les républicains, les dispersent et s'emparent de leur artillerie. La Rochejaquelein marche à l'instant sur Châtillon et sur Tiffauges. Là, se réunissant aux autres rassemblements royalistes, il partage avec eux les munitions qu'il vient d'enlever et, par un premier succès relevant son parti, il lui inspire une ardeur nouvelle. La défaite des Aubiers a décidé le général Quétineau à évacuer précipitamment Bressuire, le marquis de Lescure envoie l'ordre à plus de quarante paroisses de prendre les armes. Il était déjà même à cheval, lorsqu'il vit arriver plusieurs cavaliers bride abattue, s'annonçant aux cris de « Vive le roi ! ». C'était La Rochejaquelein qui, mettant pied à terre, s'élança dans les bras de son ami en criant : « Je vous ai donc délivrés ! ». Le château de Clisson devient à l'instant une place d'armes et se remplit de soldats. Chaque rassemblement fait un corps à part. Celui de La Rochejaquelein se réunit le plus souvent à la grande armée d'Anjou qui, à cette époque, s'élève à peine à 18 000 combattants, mal armés et sans organisation fixe.
Le 2 avril, La Rochejaquelein prend part au combat de Beaupréau à la suite duquel les républicains, refoulés au-delà de la Loire, restent pendant trois mois sans s'avancer dans le pays insurgé. La consternation se répand à Angers, à Saumur et à Nantes. À la bataille de Thouars, La Rochejaquelein, monté sur les épaules de Texier de Courlay, tire sur les assiégés et, tandis qu'on recharge ses armes, il arrache de ses mains les pierres des murailles et commence la brèche : toute l'armée républicaine met bas les armes et se rend à discrétion. À la première bataille de Fontenay-le-Comte, perdue par les royalistes, La Rochejaquelein commande l'aile gauche. Peu de jours après, à la seconde bataille, il charge avec la cavalerie, enfonce les bleus et achève la déroute. À l'attaque de Saumur, le 7 juin, il enlève d'abord le camp retranché de Varrains et, emporté par sa bouillante ardeur au moment où l'on se bat encore à l'entrée de la ville, il met le sabre à la main, sa carabine en bandoulière et, suivi d'un seul officier (Pierre-Louis de La Ville-Baugé), il s'élance à la suite des fuyards, pénètre dans les rues, s'avance sur la place de la Bilange, brave les coups de fusil, abat lui-même plusieurs soldats républicains et renverse à ses pieds, d'un coup de sabre, un dragon qui, arrivé sur lui le pistolet à la main, vient de le manquer.
La prise de Saumur est l'exploit le plus étonnant des Vendéens. En cinq jours de combats, ils ont fait plus de 12 000 prisonniers, pris des canons, des munitions considérables et le chef de la Loire. Quand La Rochejaquelein jeta les yeux sur ces immenses trophées il dit à l'un de ses officiers qui le voyait pensif : « Savez-vous quel est celui qui est le plus étonné de nos succès? ». Comme on hésitait à lui répondre, il ajouta : « C'est moi ».
Pendant le siège de Nantes, qui est moins heureux, La Rochejaquelein garde Saumur avec sa division, tant pour couvrir la Vendée que pour conserver l'une des plus importantes communications de la Loire. Après l'échec de Nantes, il vole à la défense du pays insurgé, qui est attaqué de nouveau. Il commande l'aile droite à la deuxième bataille de Luçon et, couvrant la retraite, il préserve l'armée royale et sauve les troupes d'élite.
Cet échec est réparé le 4 septembre, jour où l'armée républicaine de Luçon, assaillie dans son camp retranché de Chantonnay, est entièrement détruite. La Rochejaquelein a tourné lui-même le camp pour l'investir et commencer l'attaque. Vers cette époque, la Convention nationale a voté contre la Vendée une guerre plus énergique, la lutte devient si terrible que tous les combats antérieurs semblèrent n'en avoir été que le prélude.
La Rochejaquelein, renforçant la division de Bonchamp, emporte la position d'Erigné. Il donnait ses ordres dans un chemin creux, lorsque des tirailleurs, s'avançant sur lui, le frappèrent d'une balle qui lui cassa le pouce ; il tenait un pistolet et, sans le quitter, il dit à ceux qui, le voyant couvert de sang, témoignaient de l'inquiétude : « Je n'ai que le pouce cassé ! ». Toutefois, il reste sur le champ de bataille mais sa blessure le force à quitter l'armée le lendemain. La Vendée va être en péril par la concentration des armées républicaines : La Rochejaquelein, Stofflet et Lescure couvrent Châtillon sans succès.

### Bataille de Cholet
Après la bataille de Cholet, où Bonchamps succombe également, La Rochejaquelein est devenu le chef du parti royaliste. M. de Chateaubriand dit : « Cette armée de la Haute-Vendée, jadis si brillante, maintenant si malheureuse, se trouvait resserrée entre la Loire et l'armée républicaine qui la poursuivait. Pour la première fois, une sorte de terreur s'empara des paysans ; ils apercevaient les flammes qui embrasaient leurs chaumières et qui s'approchaient peu à peu; ils ne virent de salut que dans le passage du fleuve. En vain les officiers voulurent les retenir; en vain La Rochejaquelein versa des pleurs de rage, il fallut suivre une impulsion que rien ne pouvait arrêter. Vingt mauvais bateaux servirent à transporter sur l'autre rive de la Loire la fortune de la monarchie. On fit alors le dénombrement de l'armée ; elle se trouva réduite à 30 000 soldats; elle avait encore 24 pièces de canon, mais elle commençait à manquer de munitions et de cartouches ».
Le torrent des fuyards entraîne La Rochejaquelein jusqu'à Beaupréau. Devenu l'âme de son parti, ce jeune guerrier se voit engagé sous ces funestes auspices dans le passage de la Loire qu'il désapprouve. Sa première pensée est de couvrir et d'assurer la retraite : il laisse d'abord une forte arrière-garde à Beaupréau, lui ordonne de se défendre et de se porter ensuite rapidement sur les bords du fleuve.
Le 18 octobre, 80 000 fugitifs ont atteint Saint-Florent-le-Vieil pour passer sur la rive droite. La Rochejaquelein et Lescure s'opposent opiniâtrement à ce passage ou plutôt à cette fuite. La transmigration vendéenne fait renaître une armée royale qui, le 19 octobre, se trouve réunie tout entière à Varades, sur la rive droite.

### Généralissime

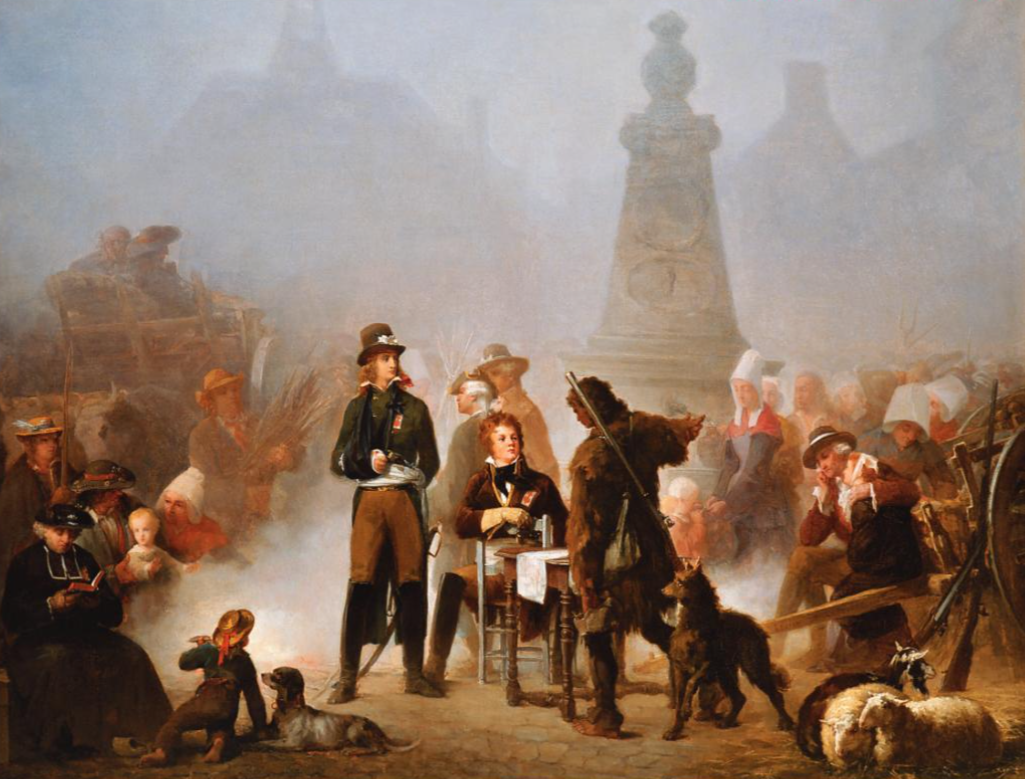
Henri de La Rochejaquelein, le prince de Talmont et Jean Chouan à Mayenne en 1793, huile sur toile de Lucien Nouël de Latouche, 1864, historial de la Vendée.

Les généraux, n'ayant plus ni Bonchamps ni d'Elbée, sentent la nécessité de se donner un commandant en chef qui a la confiance générale. Lescure, blessé à mort, désigne La Rochejaquelein comme le seul capable de ranimer le courage des combattants de la Vendée. Tous les chefs le nomment, à l'unanimité, généralissime. Cela se passe au sein des ruines du vieux château de la commanderie templière situées sur le coteau de La Madeleine à Varades. Il est donc nommé général en chef de l'Armée catholique et royale de Vendée. Il a à peine 21 ans.

### La virée de Galerne
Lorsque le plan de campagne a été arrêté dans les conseils et que l'on se soit décidé à se porter d'abord sur Laval et sur Rennes, l'armée lève ses tentes. Elle se met en mouvement, le 20 octobre, pour une expédition sur les côtes de Bretagne, où les Anglais font espérer des secours. Il est décidé qu'on marchera.
L'avant-garde est composée de 12 000 fantassins, soutenus de 12 pièces de canon ; les meilleurs soldats et presque toute la cavalerie forment l'arrière-garde. Entre ces deux corps, chemine une troupe de femmes, d'enfants et de vieillards, qui s'élève à plus de 50 000 personnes. La Rochejaquelein parait à la tête de l'armée, monté sur un cheval que les paysans avaient surnommé « le daim » à cause de sa vitesse.
La Rochejaquelein dispose le gros des tirailleurs et deux pièces de canon en avant et les bagages au milieu de l'armée. Un corps républicain couvre Laval. À huit heures du matin, le 22, le général en chef fait commencer l'attaque ; les républicains, ébranlés, sont bientôt entraînés par les fuyards ; la cavalerie vendéenne achève de tout disperser. Le 26, les forces vendéennes font volte-face et remportent à Entrammes une brillante victoire.
La Rochejaquelein, qui a divisé son armée en trois corps, s'empare d'Ernée et de Fougères à la suite de deux attaques brillantes. Il prend ensuite la route de Dol au lieu de marcher sur Rennes. De Dol, il s'avance sur Pontorson et Avranches, afin de se porter sur Granville, que le gros de l'armée, constitué à peu près de 30 000 hommes, attaque sans succès. La place est hérissée de fortifications et défendue par une garnison exaltée et nombreuse. Les Vendéens, découragés, sont à la veille de se soulever contre leurs chefs, demandant à grands cris à rentrer dans leur pays natal. La Rochejaquelein rappelle les détachements et se remet en marche. En s'éloignant du rivage, les royalistes perdent à jamais l'occasion d'acquérir, par une possible jonction avec la flotte anglaise, la consistance militaire pouvant les sauver. L'expédition que commande Francis Rawdon-Hastings, contrariée par les vents, met trop tard à la voile.
Cependant, leur retraite jusqu'à la Loire est marquée par des combats où éclatent de nouveau toute leur valeur et l'énergie de leurs chefs. Pontorson est d'abord enlevé après un grand carnage. La Rochejaquelein se dirige ensuite vers Dol et trouve, sur les deux routes d'Antrain et de Pontorson, deux armées républicaines qui marchent à grandes journées pour lui couper la retraite. Il divise aussitôt ses forces pour faire face des deux côtés. Lui-même repousse d'abord Westermann sur Pontorson tandis que, sur la route d'Antrain, d'autres chefs harcèlent diverses colonnes ennemies.
La Rochejaquelein, dont le cheval est blessé, donne partout des preuves d'une haute valeur et fait surtout admirer ce coup d'œil qui distingue les plus grands capitaines. Du 18 au 23 novembre, les royalistes, réunis en masse, poursuivent continuellement l'armée républicaine, la forçant sur tous les points à fuir dans le plus grand désordre. À Antrain, le généralissime empêche ses hommes de trucider leurs prisonniers.
Le 25 novembre, La Rochejaquelein occupe Ernée et le lendemain Mayenne, d'où il se dirige sur Laval. Le 27, il sort de Laval et marche sur La Flèche le 30. Le conseil vendéen décide que l'on attaque Angers sans retard. L'attaque d'Angers qui commence le 3, n'est pas plus heureuse que celle de Granville. Les chefs, au désespoir de ce dernier échec et indécis sur leur marche, prennent la route du nord, n'osant rentrer en Vendée par Les Ponts-de-Cé dont les approches sont défendues. L'armée royale se porte de nouveau sur La Flèche par Baugé : arrivée devant La Flèche, elle trouve le pont sur la rivière du Loir coupé et la ville au-delà défendue par une forte garnison. Placée ainsi entre la rivière et l'armée républicaine qui marche pour la combattre de nouveau, sa position est effrayante. La Rochejaquelein prend alors un parti décisif : il remonte la rivière à la tête de cavaliers choisis, dont chacun portait un fantassin en croupe et, trouvant un gué près d'un moulin, il passe le premier sur une chaussée couverte d'eau : le reste suit, surprend et culbute la garnison. Il s'empare du faubourg, s'y retranche et rétablit le pont. La ville de La Flèche est prise et La Rochejaquelein, par son action d'éclat, sauve l'armée.

### La bataille du Mans
Le 10 décembre 1793, il se remet en marche et s'avance vers Le Mans, espérant y trouver des vivres et des amis car l'armée, accablée de privations, est aux abois. S'étant rendu maître du Mans, il y passe tranquillement la journée du 11 mais les Vendéens sont accablés par la faim, le manque de sommeil, les maladies et s'entassent dans la ville haute du Mans sans imaginer que l'exiguïté de ses ruelles vont en faire un piège mortel. Le lendemain, La Rochejaquelein est attaqué sur les trois routes du sud par toutes les forces républicaines (19 000 hommes) qui ont pour chef le général Marceau. 
La pitoyable cohorte vendéenne d'environ 40 000 personnes évacue la ville dans une épouvantable cohue. Restent environ 800 braves qui retardent l'assaut, ainsi que toutes celles et tous ceux qui, trop faibles, n'ont pas réussi à suivre. La bataille du Mans, livrée le 13 décembre, est une boucherie. Maignan, commissaire de Saumur, raconte n'avoir jamais vu pareil carnage : « Tout a été criblé par l'artillerie, le fusil et l'arme blanche : femmes, prêtres, moines, hommes et enfants, tout a été livré à la mort, je n'ai fait grâce à personne ». Les pertes s'élèvent à 2 500 personnes contre une centaine de républicains. 
La Rochejaquelein, s'efforce, pour éviter un massacre général, de mettre quelque ordre dans la retraite. Il rassemble le peu de cavaliers qu'il rencontre sur son passage et gagne la route de Laval, la seule qui est encore libre ; elle est couverte de fuyards. Il en rallie un assez grand nombre et pénètre le soir même dans la ville avec eux.

### La retraite
Le lendemain, il arrive à Craon avec sa troupe fugitive que les républicains harcèlent et dont il presse la retraite. Ses soldats, livrés à une sombre inquiétude, marchent nuit et jour, espérant traverser la Loire à Ancenis. Le 15, il occupe Pouancé et le lendemain Ancenis, où il entre le premier sans éprouver de résistance. Il n'y a là ni bateaux ni pontons et la rive opposée est au pouvoir de l'ennemi.
Sur l'autre rive, on aperçoit quatre barques chargées dont on espère s'emparer et se servir. La Rochejaquelein s'offre d'aller lui-même reconnaître l'autre rive. Il se jette, avec Stofflet et La Ville-Baugé, dans un batelet enlevé d'un étang voisin et que l'on a chargé sur un chariot. Toute l'avant-garde suit des yeux ce frêle bateau, portant La Rochejaquelein. Déjà au milieu du fleuve, il tient par la bride son cheval qui le traverse à la nage : le batelet, sans direction, flotte, s'enfonce, revient sur l'eau et, après une demi-heure de lutte contre le courant, parvient enfin au bord opposé, au moment où l'armée vendéenne, qui arrivait successivement, commençait à construire des radeaux pour tenter aussi le passage. Une attaque subite des Républicains force les Vendéens à renoncer à leur entreprise. On voit alors se disperser les restes malheureux de cette armée qui soixante jours auparavant, maîtrisait la Loire, envahissait le Maine et la Bretagne. La plupart de ces fugitifs périssent dans les champs de la bataille de Savenay  devenue le tombeau de l'armée catholique et royale.
Après la bataille du Mans, plus rien ne sera pareil pour le généralissime qui s'était écrié à la suite de cette défaite : « Que ne suis-je mort au champ d'honneur ! ». Cela est confirmé par madame de La Rochejaquelein qui écrit dans ses Mémoires « qu'il ne peut se consoler de n'avoir pas péri au Mans ». Il n'a alors de cesse que de narguer la mort en se livrant à des actions de plus en plus téméraires, se battant avec l'héroïsme et l'énergie du désespoir pour une guerre qu'il sait perdue.

### Dernières actions

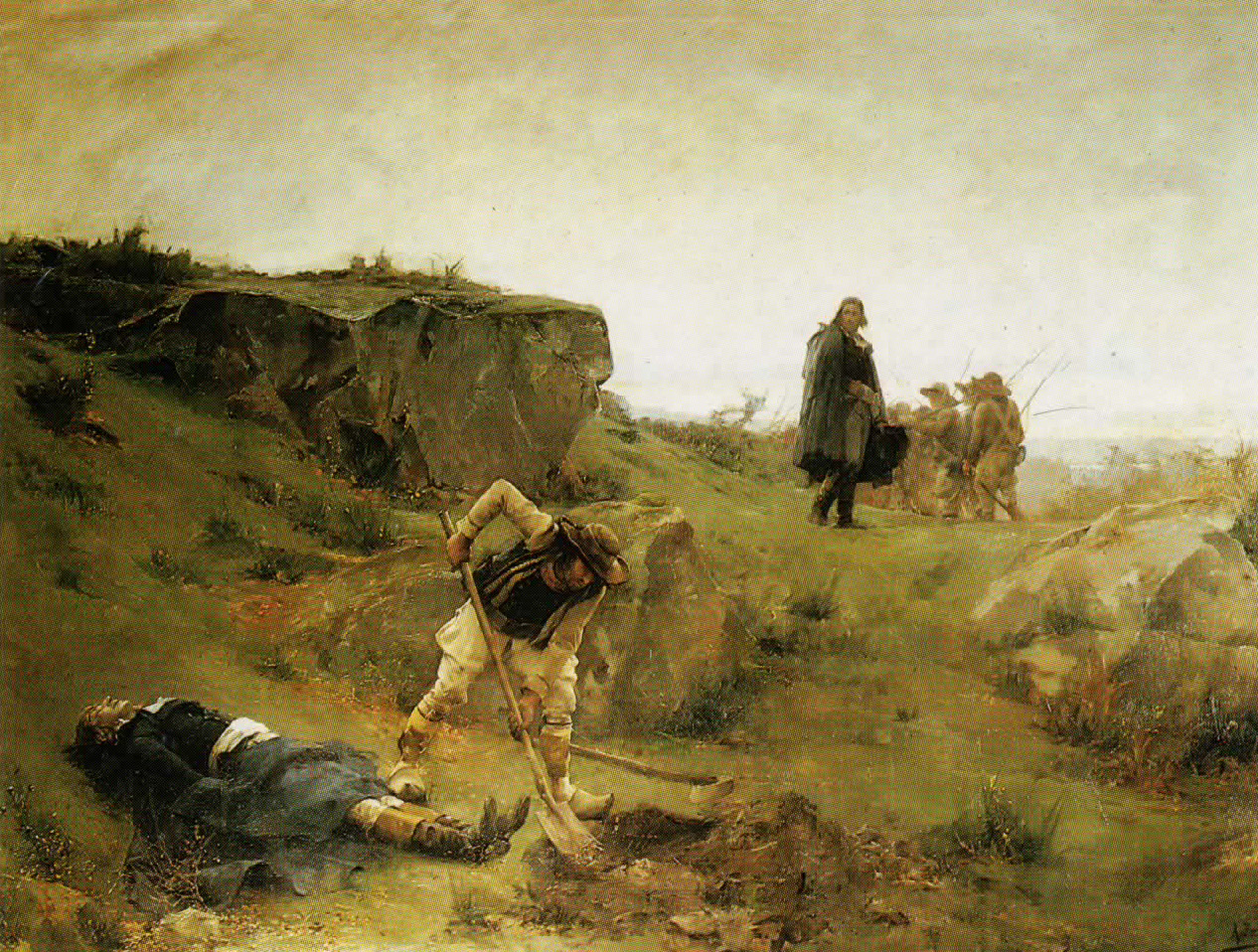
La Mort de Henri de La Rochejaquelein, peinture d'Alexandre Bloch.

La Rochejaquelein, suivi de Stofflet, de La Ville-Baugé, de Langerie[Qui ?] et d'une vingtaine de soldats qui ont aussi gagné la rive gauche à Ancenis, est surpris par une patrouille républicaine qui le chasse des bords de la Loire et disperse son détachement. Resté avec ses trois compagnons d'armes, il s'enfonce dans l'intérieur du pays, errant la journée entière, n'apercevant partout que des traces de dévastation et ne rencontrant sur ses pas aucun être vivant. Après vingt-quatre heures d'anxiété et de fatigue, ils parviennent à une métairie habitée. Là on les accueille ; le fermier leur offre un repas frugal. À peine ont-ils pris quelque nourriture que, cédant à l'irrésistible besoin du repos, ils se jettent tout habillés sur une meule de paille. Bientôt leur hôte accourt les avertir de l'approche d'une patrouille et les conjure avec instance de fuir au plus vite.
La Rochejaquelein lui répond : « Ami, lors même que nous devrions périr ici, on ne nous arracherait pas au sommeil qui nous accable et qui nous est encore plus nécessaire que la vie. Retire-toi et laisse à la providence le soin de notre conservation ». Les républicains surviennent et, accablés aussi de fatigue, s'endorment auprès des quatre Vendéens, de l'autre côté de la meule. À la pointe du jour, La Rochejaquelein, éveillé par ses trois compagnons d'armes, s'éloigne en toute hâte et, s'enfonçant avec eux dans les bois, se dérobe à l'ennemi. Pendant deux jours, ils ne vivent que du pain enlevé aux soldats qui tombent isolément sous leurs coups. À mesure qu'ils pénètrent vers Châtillon, La Rochejaquelein retrouve de ses partisans. Son unique désir est de combattre encore à leur tête. Tourmenté du souvenir amer de la défaite du Mans, de la fatale et récente séparation de son armée, il est abîmé  de désespoir et ne cherche que les occasions de mourir les armes à la main.
Laissant tout à la providence, il traverse de nuit la ville de Châtillon où les républicains ont un poste, ne répond pas au « qui vive » de la sentinelle, échappe au péril à force d'audace et, arrivé près de Saint-Aubin-de-Baubigné, retrouve sa tante, madame de La Rochejaquelein qui est cachée dans une métairie voisine. Il passe trois jours avec elle et n'en reçoit que des paroles pleines de fermeté.
Les ruines du château de la Durbelière, que les républicains ont livré aux flammes, lui servent d'asile. Le bruit de son arrivée et quelques indices sur le lieu de sa retraite l'exposent aux perquisitions d'un détachement qui vient fouiller ce château ; il ne se dérobe qu'en se tenant couché sur l'entablement des murs encore debout de la façade principale.
C'est ainsi que, bravant les dangers, il prépare tout pour reprendre les armes. Instruit que Charette vient d'entrer dans le Haut-Poitou, il se porte à sa rencontre, voulant concerter avec lui les opérations qu'il médite mais il est peu content de l'accueil de ce chef qui lui dit en le quittant : « Je pars pour Mortagne ; si vous voulez me suivre, je vous ferai donner un cheval ». Le généralissime de la Vendée lui répond fièrement : « Moi vous suivre, sachez que je suis accoutumé à être suivi moi-même et qu'ici c'est moi qui commande ». En effet, 800 Vendéens abandonnent le même jour le chef du bas Poitou et reconnaissent La Rochejaquelein pour leur général.
Au moment même où les républicains répriment violemment les troubles dans la Vendée, le général Étienne Jean-François Cordellier-Delanoüe, commandant une colonne infernale, a trois engagements sérieux avec La Rochejaquelein, qu'il ne peut entamer. Le chef vendéen, voyant grossir l'orage, se replie sur la forêt de Vezins pour s'assurer une retraite. Là, s'étant mis sur la défensive, il fait construire dans la forêt des baraques où il se cantonne avec ses meilleures troupes, après avoir établi un poste sur la route de Cholet. Instruit de tous les mouvements de l'ennemi, il revient au même plan qui a été suivi pendant son absence et se borne, pendant le reste de l'hiver, à couper les communications des républicains, à enlever leurs patrouilles, leurs escortes et surtout leurs munitions. Il s'empare ainsi de plusieurs convois.
Dans une rencontre imprévue, il prend un adjudant-général sur lequel il trouve l'ordre de donner des sauf-conduits aux paysans vendéens, de se saisir ensuite de tous ceux qui en sont porteurs et de les fusiller indistinctement. La Rochejaquelein se hâte de faire afficher cet ordre barbare dans toutes les paroisses environnantes. Les paysans indignés, n'ayant plus aucune sûreté, se réunirent à lui en plus grand nombre. Se voyant en état de sortir de la forêt, il reparaît à la tête d'un rassemblement et menace tour à tour les divers cantonnements qui l'environnent. Serré de près par le général Cordellier, il élude d'abord le combat, assaille ensuite ce général à plusieurs reprises et obtient quelques succès. Bouillant et impétueux, il harcèle sans cesse son ennemi, qu'il tient en échec.

### Mort
Depuis sa rentrée dans la Vendée militaire, il semble pressentir la chute de son parti et ne pas vouloir lui survivre. Le 28 janvier 1794, Nuaillé est témoin de sa dernière expédition. La garnison républicaine de Cholet étant sortie pour incendier ce bourg, La Rochejaquelein l'attaque au moment où elle y met le feu. Entourés par les Vendéens, plusieurs soldats périssent dans les flammes ; d'autres s'élancent à travers les rangs ennemis. La Rochejaquelein les poursuit avec acharnement et, voyant derrière une haie deux grenadiers qui échappaient à sa cavalerie, il leur dit : « Rendez les armes, je vous fais grâce ». Tous deux se jettent à genoux comme pour l'implorer. La Rochejaquelein, qui s'avance à cheval, veut les interroger, malgré les mises en garde des officiers de sa suite, qu'il laisse derrière lui en disant : « Voilà un bleu que je veux voir de plus près ». L'un des deux grenadiers se voyant découvert, a déjà mis en joue un cavalier du groupe qui s'avance vers lui, lorsque, entendant prononcer le nom du général royaliste, il décide d'agir. Il change la direction de son fusil et ajuste l'imprudent qui continue d'avancer. Au moment où La Rochejaquelein se penche pour lui prendre son arme, celui-ci l'ajuste et tire à bout portant, avant d'être lui-même tué quasi-instantanément par des officiers. La balle frappe le front de La Rochejaquelein, qui tombe et expire aussitôt, le 28 janvier 1794, à 21 ans.

### Sépulture et hommages
Afin que son cadavre ne soit point identifié, on affuble son chapeau de la cocarde prise sur son meurtrier, puis son compagnon d'armes, Stofflet, lui enlève ses vêtements et lui taillade le visage à coups de sabre en sanglotant : « J'ai perdu ce que j'avais de plus cher au monde ». 
En réalité Monsieur Henri n'est pas enseveli sur le lieu de son trépas mais 500 m plus loin en contrebas à l'emplacement de son cénotaphe que l'on voit près de la route nationale 160 Angers-Cholet qui n'existait pas à l'époque. L'emplacement du trépas se trouve sur cette même route, à environ 1 500 m de la sortie de Nuaillé vers Cholet.
Les restes de Monsieur Henri sont exhumés le 28 mars 1816 en présence du maire de Cholet, François Joseph Turpault, puis conduits en l’église Saint-Pierre de Cholet et déposés sous l’autel Saint-Sébastien. Depuis le 7 mai 1817, il repose dans l'église de Saint-Aubin-de-Baubigné, dans sa paroisse natale, avec ses deux frères : Louis et Auguste.
Il est évoqué dans plusieurs scènes du spectacle Beauchêne : Un mystérieux héritage à l'abbaye Notre-Dame de Beauchêne (Cerizay, Deux-Sèvres).

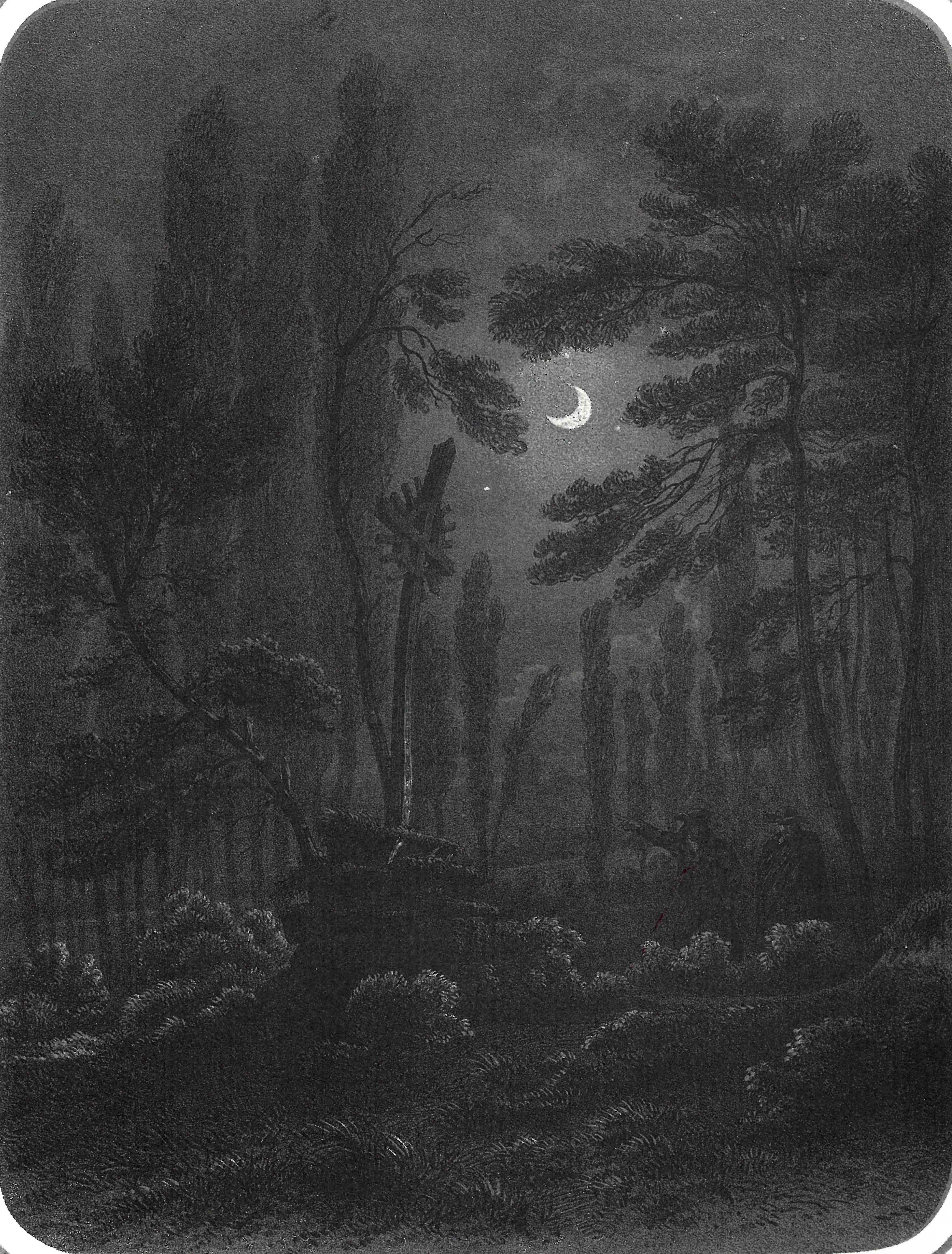
Monument élevé à la mémoire de Henri de La Rochejaquelein, près de Nuaillé, gravure de Thomas Drake, 1860.
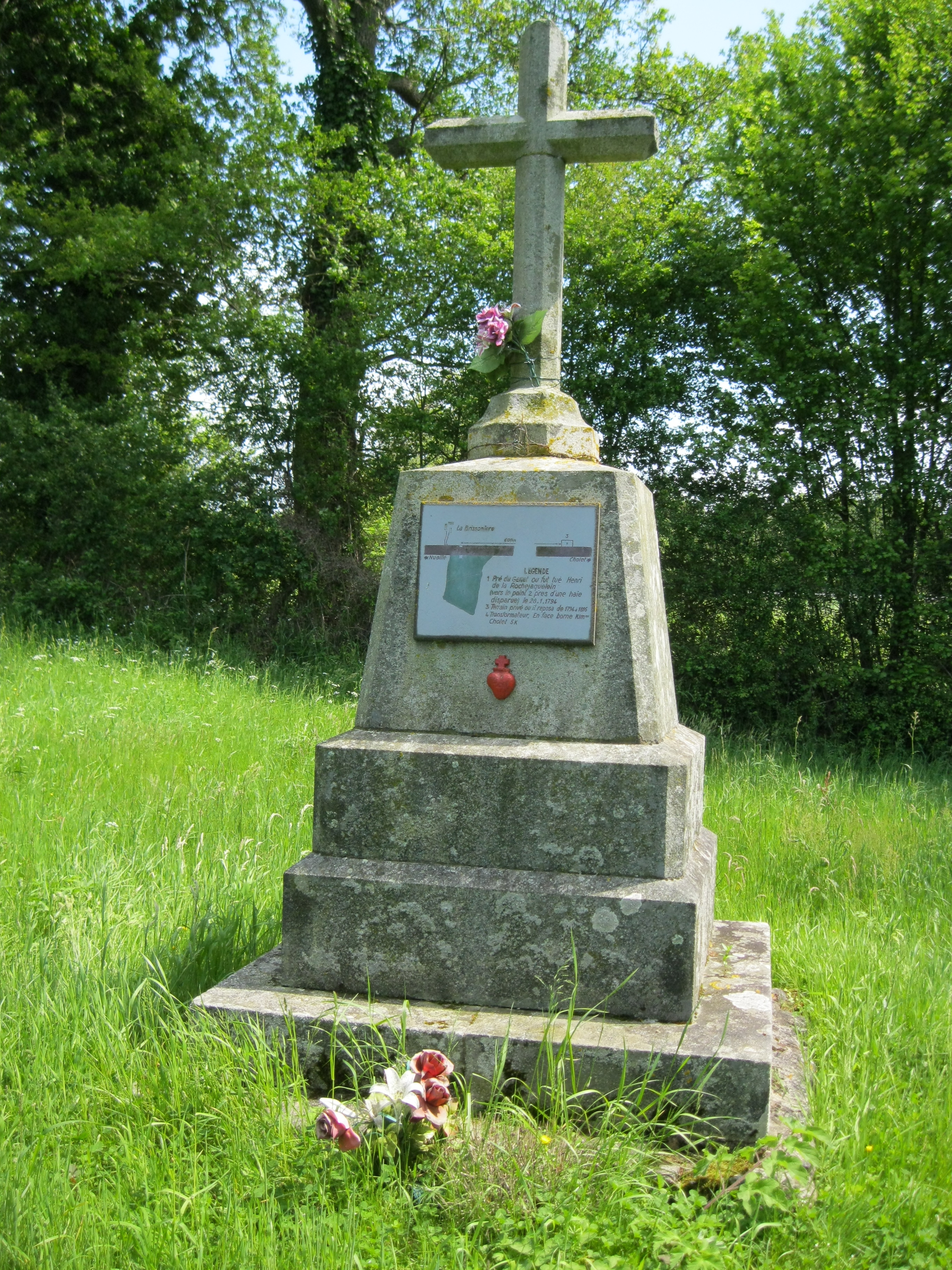
Cénotaphe de La Rochejacquelin entre Nuaillé et Cholet.
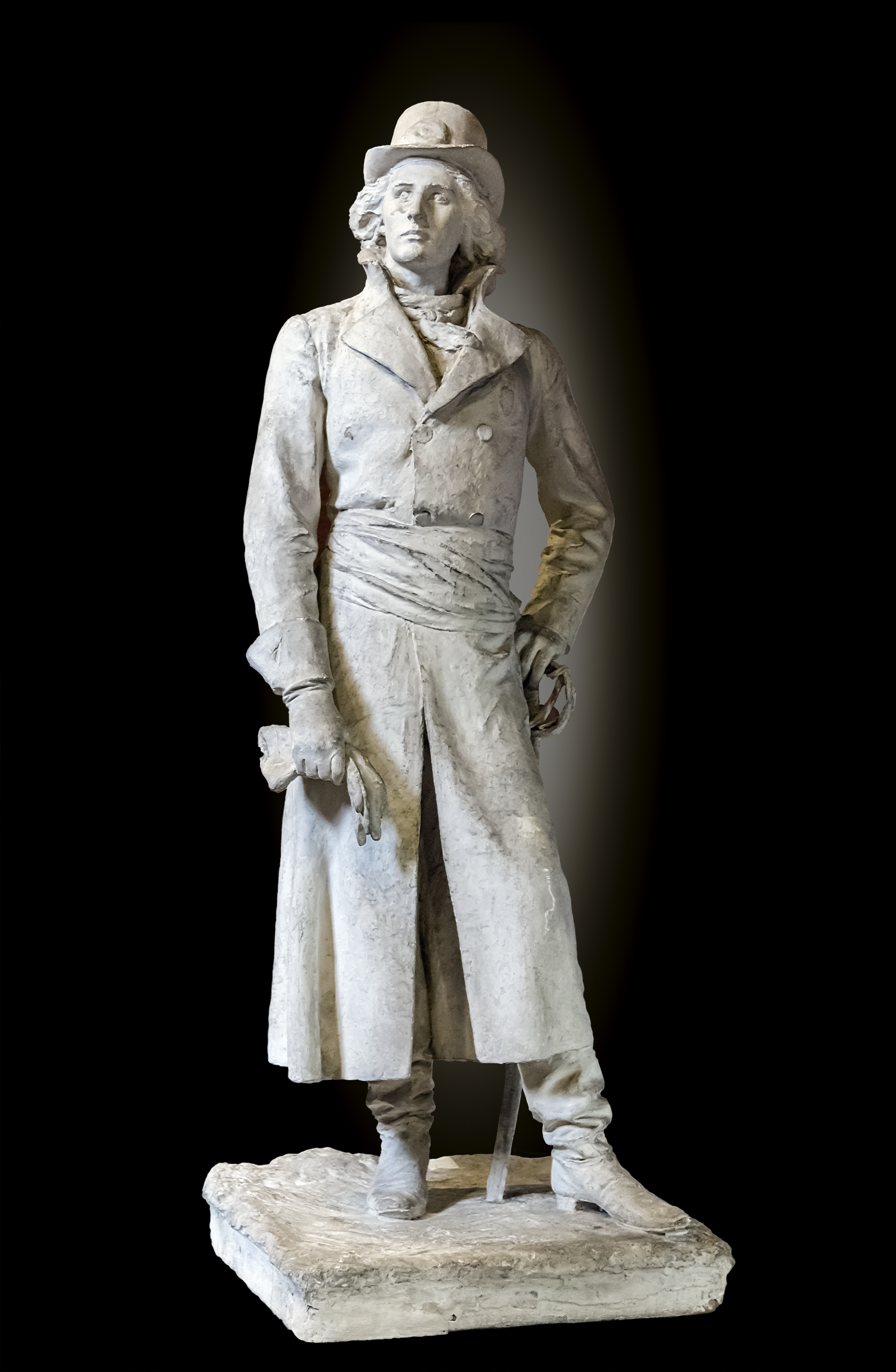
Statue d'Henri de La Rochejaquelein au musée des Augustins, réalisée en 1895 par Alexandre Falguière.

## Regards contemporains
« Henri de La Rochejaquelein avait alors vingt ans. C'était un jeune homme assez timide et qui avait peu vécu dans le monde ; ses manières et son langage laconique étaient remarquables par la simplicité et le naturel ; il avait une physionomie douce et noble ; ses yeux, malgré son air timide, paraissaient vifs et animés ; depuis, son regard devint fier et ardent. Il avait une taille élevée et svelte, des cheveux blonds, un visage un peu allongé et une tournure plutôt anglaise que française. Il excellait dans tous les exercices du corps, surtout à monter à cheval.
M. de La Rochejaquelein était chef des paroisses qui sont autour de Châtillon. Il avait un courage ardent et téméraire qui le faisait surnommer l'Intrépide. Dans les combats, il avait le coup d'œil juste et prenait des résolutions promptes et habiles. Il inspirait beaucoup d'ardeur et d'assurance aux soldats. On lui reprochait de s'exposer sans aucune nécessité, de se laisser emporter trop loin, d'aller faire le coup de sabre avec les ennemis. Dans les déroutes des républicains, il les poursuivait sans aucune prudence personnelle. On l'exhortait aussi à s'occuper davantage des discussions du conseil de guerre. En effet, il les trouvait souvent oiseuses et inutiles et, après avoir dit son avis, il lui arrivait parfois de s'endormir mais il répondait à tous les reproches : « Pourquoi veut-on que je sois un général ? Je ne veux être qu'un hussard, pour avoir le plaisir de me battre ». Malgré ce goût pour les combats, il était cependant rempli de douceur et d'humanité. Le combat fini, nul n'avait plus d'égards et de pitié pour les vaincus. Souvent en faisant un prisonnier, il lui offrait auparavant de se battre en corps à corps avec lui. »

— Victoire de Donnissan de La Rochejaquelein, Mémoires

« La Rochejaquelein était d'une valeur brillante et conduisait très bien une action. »

— Jean-Baptiste Kléber, Mémoires politiques et militaires.

## Titulature
- 30 août 1772 : Monsieur Henri du Vergier, comte de La Rochejaquelein[N 1].